# Neuillé-le-Lierre
Neuillé-le-Lierre – miejscowość i gmina we Francji, w Regionie Centralnym, w departamencie Indre i Loara.
Według danych na rok 1990 gminę zamieszkiwały 514 osoby, a gęstość zaludnienia wynosiła 31 osób/km² (wśród 1842 gmin Regionu Centralnego Neuillé-le-Lierre plasuje się na 673. miejscu pod względem liczby ludności, natomiast pod względem powierzchni na miejscu 809.).